# 세계청년학생축전
세계청년학생축전(世界靑年學生祝典, World Festival of Youth and Students)은 세계민주청년연맹(WFDY; World Federation of Democratic Youth)의 주도로, 공산주의 정당의 청년조직이나 좌익 성향의 학생 단체들이 참가하는 축전이다.
1945년 영국 런던에서 열린 제1차 세계청년회의(World Youth Conference)에서 세계민주청년연맹이 결성되었고, 1946년 제1차 이사회에서 국제적인 청년축전의 개최를 결정하였다. 1947년 7월 25일 체코슬로바키아의 수도 프라하에서 국제학생연맹 (IUS)과 함께 제1회 세계청년학생축전을 개최하였다.
1957년 소비에트 사회주의 공화국 연방에서 소련 공산당의 지도로 개최되었던 제6차 모스크바축전은 축전 역사상 가장 많은 인원인 34,000명의 인원이 참가해 가장 큰 규모로 성황리에 개최되었다. 모스크바 축전 다음으로 큰 규모의 축전은 1951년 독일 민주공화국에서 개최된 동베를린 축전이었으며, 2,5000명이 넘는 인원이 행사에 참가하였다.
1989년 제13차 세계청년학생축전은 조선민주주의인민공화국 평양에서 개최되었으며, 177개 국가, 22000명이 참가하여 성황을 이루었고, 가장 많은 인원이 참가한 성대한 대회였다. 특히 그 직전 해 대한민국 서울에서 열린 1988년 하계 올림픽에 자극받아 조선민주주의인민공화국은 평양축전을 국가적인 역점사업으로 중점을 두어 성대하게 개최하였고, 올림픽보다 규모가 큰 행사였음을 대외적으로 홍보하였다.
세계청년학생축전은 1959년 제7차 축전까지 격년제로 거행되었으나 1960년 이후부터는 4년마다 개최되는 것을 원칙으로 하고 있다.
가장 최근에 거행된 축전은 2017년 러시아 소치(Сочи)에서 개최된 제19차 축전이었다.
러시아 대통령 블라디미르 푸틴은 2023년 4월 5일에 2024년 2월 29일부터 3월 7일까지 러시아 시리우스에서 세계청년축전을 개최하는 대통령령을 발표했다. 이 행사는 세계청년회의 및 국제학생연맹과는 관계 없는 러시아의 독자적인 행사이며, 이름은 유사하지만 세계청년학생축전으로 집계되지는 않는다.

## 역대 개최지
| 회 | 년도 | 개최지     | 개최지                 | 참가인원 | 참가국수 |
| -- | ---- | ---------- | ---------------------- | -------- | -------- |
| 1  | 1947 | 프라하     | 체코슬로바키아         | 17,000   | 71       |
| 2  | 1949 | 부다페스트 | 헝가리                 | 20,000   | 82       |
| 3  | 1951 | 동베를린   | 동독                   | 26,000   | 104      |
| 4  | 1953 | 부쿠레슈티 | 루마니아               | 30,000   | 111      |
| 5  | 1955 | 바르샤바   | 폴란드                 | 30,000   | 114      |
| 6  | 1957 | 모스크바   | 소련                   | 34,000   | 131      |
| 7  | 1959 | 빈         | 오스트리아             | 18,000   | 112      |
| 8  | 1962 | 헬싱키     | 핀란드                 | 18,000   | 137      |
| 9  | 1968 | 소피아     | 불가리아               | 20,000   | 138      |
| 10 | 1973 | 동베를린   | 동독                   | 25,600   | 140      |
| 11 | 1978 | 아바나     | 쿠바                   | 18,500   | 145      |
| 12 | 1985 | 모스크바   | 소련                   | 26,000   | 157      |
| 13 | 1989 | 평양       | 조선민주주의인민공화국 | 22,000   | 177      |
| 14 | 1997 | 아바나     | 쿠바                   | 12,325   | 136      |
| 15 | 2001 | 알제       | 알제리                 | 6,500    | 110      |
| 16 | 2005 | 카라카스   | 베네수엘라             | 17,000   | 144      |
| 17 | 2010 | 프리토리아 | 남아프리카공화국       | 15,000   | 126      |
| 18 | 2013 | 키토       | 에콰도르               | 8,500    | 80       |
| 19 | 2017 | 소치       | 러시아                 | 30,000   | 185      |

## 주요 참가자
- 콤소몰
- 청년 공산주의자 연맹 (그리스)
- 청년 공산주의자 연맹 (미국)
- 청년 공산주의자 연맹 (베네수엘라)
- 청년 공산주의자 연맹 (영국)
- 청년 공산주의자 연맹 (쿠바)

## 같이 보기
- 소련 공산당
- 콤소몰
- 피오네르